# Misumena alpha
Misumena alpha es una especie de araña del género Misumena, familia Thomisidae.

## Distribución
Esta especie se encuentra en Nueva Guinea.